# Cryphia tephrocharis
Cryphia tephrocharis là một loài bướm đêm thuộc họ Noctuidae. Nó được tìm thấy ở Thổ Nhĩ Kỳ và Balkan. In the Levant recorded từ Liban, Israel và Jordan.
Con trưởng thành bay từ tháng 5 đến tháng 8. Có một lứa một năm.
Ấu trùng có thể ăn lichen.